# فاتسلاف كلاوس
فاتسلاف كلاوس(بالتشيكية:Václav Klaus)؛ (19 يونيو 1941 -)، رئيس جمهورية التشيك منذ عام 2003. شغل كذلك منصب رئيس الوزراء في الفترة ما بين (1992 - 1997).

## روابط خارجية
- فاتسلاف كلاوس على موقع IMDb (الإنجليزية)
- فاتسلاف كلاوس على موقع الموسوعة البريطانية (الإنجليزية)
- فاتسلاف كلاوس على موقع مونزينجر (الألمانية)
- فاتسلاف كلاوس على موقع ميوزك برينز (الإنجليزية)
- فاتسلاف كلاوس على موقع إن إن دي بي (الإنجليزية)
- فاتسلاف كلاوس على موقع قاعدة بيانات الفيلم (الإنجليزية)